# روما ميتشيل
روما ميتشيل (بالإنجليزية: Roma Flinders Mitchell)‏ هي قاضية ومحامية وحاكمة الدولة أسترالية، ولدت في 2 أكتوبر 1913 في أديلايد في أستراليا، وتوفي بنفس المكان في 5 مارس 2000.